# Нью-Бритен (Пенсільванія)
Нью-Бритен (англ. New Britain) — місто (англ. borough) в США, в окрузі Бакс штату Пенсільванія. Населення — 2836 осіб (2020).

## Географія
Нью-Бритен розташований за координатами 40°17′58″ пн. ш. 75°10′41″ зх. д. / 40.29944° пн. ш. 75.17806° зх. д. (40.299552, -75.178093).  За даними Бюро перепису населення США в 2010 році місто мало площу 3,13 км², з яких 3,13 км² — суходіл та 0,01 км² — водойми.

### Клімат
| Клімат : Нью-Бритен     | Клімат : Нью-Бритен | Клімат : Нью-Бритен | Клімат : Нью-Бритен | Клімат : Нью-Бритен | Клімат : Нью-Бритен | Клімат : Нью-Бритен | Клімат : Нью-Бритен | Клімат : Нью-Бритен | Клімат : Нью-Бритен | Клімат : Нью-Бритен | Клімат : Нью-Бритен | Клімат : Нью-Бритен | Клімат : Нью-Бритен |
| Показник                | Січ.                | Лют.                | Бер.                | Квіт.               | Трав.               | Черв.               | Лип.                | Серп.               | Вер.                | Жовт.               | Лист.               | Груд.               | Рік                 |
| Абсолютний максимум, °C | 21,6                | 25,5                | 30,5                | 34,3                | 34,8                | 35,4                | 39,3                | 37,6                | 36,3                | 31,8                | 27,1                | 24,0                | 39,3                |
| Середній максимум, °C   | 4,0                 | 5,8                 | 10,4                | 17,1                | 22,7                | 27,6                | 29,8                | 28,9                | 25,1                | 18,7                | 12,6                | 6,3                 | 17,4                |
| Середня температура, °C | −0,9                | 0,7                 | 4,9                 | 10,9                | 16,3                | 21,4                | 23,9                | 23,1                | 18,9                | 12,4                | 7,1                 | 1,6                 | 11,7                |
| Середній мінімум, °C    | −5,7                | −4,4                | −0,6                | 4,7                 | 9,9                 | 15,2                | 17,9                | 17,2                | 12,8                | 6,1                 | 1,5                 | −3,2                | 6,0                 |
| Абсолютний мінімум, °C  | −24,5               | −20,2               | −16,4               | −8,6                | 0,4                 | 4,8                 | 8,4                 | 5,5                 | 1,5                 | −4,8                | −11,7               | −19,3               | −24,5               |
| Норма опадів, мм        | 82                  | 67                  | 94                  | 100                 | 110                 | 109                 | 126                 | 103                 | 113                 | 107                 | 92                  | 99                  | 1203                |
| Вологість повітря, %    | 66.6                | 63.4                | 58.8                | 58.0                | 62.3                | 67.2                | 67.5                | 69.7                | 71.2                | 70.2                | 68.9                | 68.5                | 66.0                |
| ----------------------- | ------------------- | ------------------- | ------------------- | ------------------- | ------------------- | ------------------- | ------------------- | ------------------- | ------------------- | ------------------- | ------------------- | ------------------- | ------------------- |
| Джерело: PRISM          |                     |                     |                     |                     |                     |                     |                     |                     |                     |                     |                     |                     |                     |

## Демографія
Згідно з переписом 2010 року, у селищі мешкали 3152 особи в 934 домогосподарствах у складі 651 родини. Густота населення становила 1006 осіб/км².  Було 969 помешкань (309/км²).
Расовий склад населення:
| - 94,3 % — білих - 1,6 % — чорних або афроамериканців - 1,3 % — азіатів - 0,2 % — вихідців з тихоокеанських островів - 0,2 % — корінних американців - 1,4 % — осіб інших рас |

До двох чи більше рас належало 1,1 %. Частка іспаномовних становила 2,7 % від усіх жителів.
За віковим діапазоном населення розподілялося таким чином: 15,7 % — особи молодші 18 років, 72,1 % — особи у віці 18—64 років, 12,2 % — особи у віці 65 років та старші. Медіана віку мешканця становила 28,6 року. На 100 осіб жіночої статі у селищі припадало 82,3 чоловіків;  на 100 жінок у віці від 18 років та старших — 79,5 чоловіків також старших 18 років.
Середній дохід на одне домашнє господарство  становив 86 625 доларів США (медіана — 71 791), а середній дохід на одну сім'ю — 99 580 доларів (медіана — 81 622). Медіана доходів становила 57 000 доларів для чоловіків та 48 500 доларів для жінок. За межею бідності перебувало 6,9 % осіб, у тому числі 8,0 % дітей у віці до 18 років та 6,3 % осіб у віці 65 років та старших.
Цивільне працевлаштоване населення становило 1732 особи. Основні галузі зайнятості: освіта, охорона здоров'я та соціальна допомога — 32,0 %, роздрібна торгівля — 15,1 %, мистецтво, розваги та відпочинок — 13,7 %.